# Rocklad Jazzdy
Rocklad Jazzdy – jubileuszowy, dwupłytowy album grupy One Million Bulgarians, wydany w 2006 roku na 20-lecie działalności zespołu nakładem wydawnictwa Metal Mind Productions.
Album zawiera 11 nowych kompozycji przygotowanych w odnowionym składzie, akustyczną wersję piosenki „Wulkankan” oraz 20 koncertowych nagrań z okresu 1986–2006.

## Lista utworów
Źródło:.

### CD 1
1. „Piekielny czad” (sł. Jacek Lang, Katarzyna Markiewicz – muz. Jacek Lang) – 2:47
2. „Wyiluzjuj się” (sł. Jacek Lang, Tadeusz Trznadel – muz. Jacek Lang) – 3:22
3. „Zaszczuty” (sł. Inga Habiba, Jacek Lang – muz. Jacek Lang) – 2:49
4. „Wulkan” (sł. Inga Habiba, Katarzyna Markiewicz, Jacek Lang – muz. Jacek Lang, Robert Pruszkowski) – 3:05
5. „Z bata” (sł. Jacek Lang, Inga Habiba – muz. Jacek Lang) – 3:42
6. „Inny” (sł. Jacek Lang, Katarzyna Markiewicz – muz. Jacek Lang) – 2:20
7. „Zmień twarz” (sł. Jacek Lang, Inga Habiba – muz. Jacek Lang, Robert Pruszkowski) – 2:48
8. „Żaden styl” (sł. Jacek Lang – muz. Jacek Lang) – 4:39
9. „Paradise Drinkers” (sł. Katarzyna Markiewicz, Jacek Lang – muz. Jacek Lang, Robert Pruszkowski) – 3:37
10. „Ofiary promocji” (sł. Jacek Lang, Katarzyna Markiewicz, Inga Habiba – muz. Jacek Lang) – 3:28
11. „Rozkład jazdy” (sł. Jacek Lang, Tadeusz Trznadel – muz. Jacek Lang) – 4:30
12. „Wulkankan remix” (sł. Jacek Lang – muz. Jacek Lang, Robert Pruszkowski) – 2:15

### CD 2 (Live 1986-2006)
1. „Yalta High Life” (sł. Jacek Lang – muz. Jacek Lang, Krzysztof Trznadel, Piotr Wallach) – 4:02
2. „Pusty dom” (sł. Jacek Lang – muz. Piotr Wallach, Krzysztof Trznadel, Jacek Lang) – 5:15
3. „Przed lufą” (sł. Jacek Lang – muz. Piotr Wallach, Krzysztof Trznadel, Jacek Lang) – 3:34
4. „Buduje” (sł. Jacek Lang – muz. Piotr Wallach, Krzysztof Trznadel, Jacek Lang) – 2:39
5. „Czerwone krzaki” (sł. Jacek Lang – muz. Piotr Wallach, Krzysztof Trznadel, Jacek Lang) – 4:00
6. „Popatrz mamo” (sł. Jacek Lang – muz. Piotr Wallach, Krzysztof Trznadel, Jacek Lang) – 2:04
7. „Ona już tu jest” (sł. Jacek Lang – muz. Piotr Wallach, Jacek Lang, Krzysztof Trznadel) – 3:47
8. „Gwiazda północy” (sł. Jacek Lang – muz. Piotr Wallach, Jacek Lang, Krzysztof Trznadel) – 4:14
9. „Oddech noża” (sł. Jacek Lang – muz. Jacek Lang, Piotr Wallach, Krzysztof Trznadel) – 3:47
10. „Betonowe szuflady” (sł. Jacek Lang – muz. Jacek Lang, Piotr Wallach, Krzysztof Trznadel) – 3:55
11. „Buduje” (sł. Jacek Lang – muz. Jacek Lang, Piotr Wallach, Krzysztof Trznadel) – 2:42
12. „Trip” (sł. Jacek Lang – muz. Jacek Lang, Krzysztof Trznadel) – 4:06
13. „Zapalony” (sł. Jacek Lang – muz. Jacek Lang) – 5:40
14. „Czerwone krzaki 1999” (sł. Jacek Lang – muz. Piotr Wallach, Krzysztof Trznadel, Jacek Lang) – 3:00
15. „Animal Love” (sł. Jacek Lang, Krzysztof Trznadel – muz. Piotr Wallach, Krzysztof Trznadel, Jacek Lang) – 4:15
16. „Przymarszcz” (sł. Jacek Lang, Inga Habiba, Katarzyna Markiewicz – muz. Jacek Lang) – 4:24
17. „Czerwone krzaki bis” (sł. Jacek Lang – muz. Piotr Wallach, Krzysztof Trznadel, Jacek Lang) – 4:30
18. „Racje” (sł. Jacek Lang – muz. Jacek Lang) – 3:59
19. „Dzięki dzięki” (sł. Jacek Lang – muz. Jacek Lang, Tomasz Wrześniowski) – 4:07
20. „Dr. Dźwięk” (sł. Jacek Lang – muz. Jacek Lang) – 3:48

## Muzycy
Źródło:.

### CD 1
- Jacek Lang – śpiew, gitara, gitara basowa, perkusja, sample
- Inga Habiba – śpiew
- Katarzyna Markiewicz – śpiew
- Robert Pruszkowski – gitara, gitara basowa

### CD 2 (Live 1986-2006)
1-11
- Jacek Lang – śpiew, perkusja
- Piotr Wallach – gitara, chórki
- Krzysztof Trznadel – gitara basowa, chórki

12-14
- Jacek Lang – śpiew, perkusja
- Grzegorz Pawelec – gitara basowa
- Andrzej Paprot – gitara
- Tim Sanford – saksofon, chórki

15-20
- Jacek Lang – śpiew, gitara
- Grzegorz Pawelec – gitara basowa
- Inga Habiba – śpiew
- Katarzyna Markiewicz – śpiew
- Grzegorz Strzępek – perkusja
- Tim Sanford – saksofon, syntezator

gościnnie
- Krzysztof Nieporęcki – syntezator